# Пилку, Наим
Наим Пилку (алб. Naim Pilku) — албанский баскетболист, тренер и судья. Заслуженный мастер спорта Албании.
О его биографии известно мало. Играл за сборную на чемпионате Европы 1947 года, Балканском кубке 1946 года, чемпионате Балкан и Центральной Европы (1947, 1948). Тренировал сборную на двух чемпионатах Европы (1947 и 1957, оба раза албанцы оказывались на последнем месте, проиграв все матчи), чемпионате Балкан 1959 года, играх GANEFO 1963 года. С 1964 по 1965 год занимал должность инспектора Федерации баскетбола Албании. В сезоне 1965/1966 возглавлял столичное «Динамо». Работал арбитром на домашнем чемпионате Балкан 1965 года.